# Black Sparrow
Black Sparrow Books, in passato conosciuta anche come Black Sparrow Press, era una casa editrice statunitense fondata nel 1966 da John Martin.
Martin ha finanziato la nascita dell'azienda vendendo la sua collezione di prime edizioni rare. La tipografia e la stampa sono opera di Graham Mackintosh, Noel Young e Edwards Brothers mentre Barbara Martin ha supervisionato tutti i frontespizi e le copertine.
La Black Sparrow Press è nota per la pubblicazione delle opere di Charles Bukowski, John Fante e Paul Bowles e altri autori di avanguardia, adesso considerati parte di una "tradizione alternativa" contemporanea.
Quando John Martin si ritirò nel 2002, la Black Sparrow Press vendette i diritti sui libri di Bukowski, Bowles e Fante a HarperCollins. Martin vendette quindi il resto del suo inventario per 1 dollaro a David R. Godine, editore che adottò il nome di Black Sparrow Books. Godine è ora il distributore esclusivo autorizzato di Black Sparrow Books mentre HarperCollins continua a stampare e ristampare i libri di Bukowski, Fante e Bowles, replicando i disegni originali. Copie di tutte le edizioni delle opere di Charles Bukowski pubblicate dalla Black Sparrow Press si trovano presso la Western Michigan University, che ha acquistato l'archivio della casa editrice dopo la sua chiusura nel 2003.
Black Sparrow ha pubblicato le opere dei seguenti scrittori e artisti:
- Lucia Berlin
- Charles Bukowski
- Paul Bowles
- David Bromige
- Alfred Chester
- Eddie Chuculate
- Tom Clark
- Andrei Codrescu
- Wanda Coleman
- Cid Corman
- Robert Creeley
- Fielding Dawson
- Edward Dorn
- Robert Duncan
- Larry Eigner
- Clayton Eshleman
- William Everson
- John Fante
- Paul Goodman
- Marsden Hartley
- Robert Kelly
- D.H. Lawrence
- Wyndham Lewis
- Gerard Malanga
- Michael McClure
- Wright Morris
- Joyce Carol Oates
- Charles Olson
- George Oppen
- Mary Oppen
- Rochelle Owens
- Michael Palmer
- Ed Sanders
- John Sanford
- Aram Saroyan
- Charles Reznikoff
- Jack Spicer
- Parker Tyler
- Diane Wakoski
- John Yau